# Edward Górecki
Edward Górecki (3. srpna 1930, Stonava – 18. října 2021, Vratislav) byl slezský římskokatolický duchovní a specialista v oboru kanonického práva.

## Stručný životopis
Studoval teologii nejprve na bohoslovecké fakultě v Olomouci (1949-1950) a po jejím zrušení se rozhodl vystěhovat do Polska, kde dostudoval na Papežské teologické fakultě ve Wroclavi (1959-1963). Dne 23. června 1963 přijal kněžské svěcení. Po specializaci na kanonické právo získal r. 1972 doktorát z kanonického práva (ICDr.). V roce 1990 se habilitoval na Papežské teologické fakultě ve Vratislavi, v r. 1995 získal titul profesora. Zároveň působil u církevního soudu a na arcibiskupské kurii ve Wroclavi. Od roku 1991 přednášel církevní právo na obnovené olomoucké teologické fakultě, po vzniku katedry církevního práva byl jejím vedoucím (1997-2005). Jeho specializací bylo manželské právo, otázka kolegiality a ekumenismu v církvi.

## Vybrané publikace
- Církev se uskutečňuje ve farnosti. Olomouc: MCM, 1996. ISBN 80-238-0970-9.
- Obecné normy Kodexu kanonického práva I. a II. Olomouc: MCM, 1994.
- Parafia przestrzenia dla rozwoju osoby ludzkiej. Refleksije kanoniczno - duszpasterskie, in: Sluzcie Panu z weselem - Ksiega Jubileuszowa ku czci kard. Henryka Gulbinowicza, red. I. Dec, t. II, Wroclaw 2000, str. 643-658.
- Kanonická reflexe o farnosti a její funkci v církevní struktuře, in: Farnost na přelomu století, Trinitas Hradec Králové 2000, str. 86-96.